# Саркисян, Артур (художник)
Артур Саркисян (арм. Արթուր Սարգսյան; род. 11 мая 1960, Гюмри) — армянский деятель искусств и художник. Член Союза художников Армении. Картины художника представлены в постоянной экспозиции Национальной картинной галереи Армении и Музея современного искусства г. Еревана.

## Биография
Артур Саркисян родился а Ленинакане (ныне — Гюмри), в Армянской ССР. В 1977 году окончил Ленинаканскую художественную школу, затем продолжил обучение в Армянском государственном педагогическом университете на кафедре изобразительного искусства, которую окончил в 1989 году. Живёт и работает в г. Ереван, Армения.
Имеет двух сыновей — Давида и Вагана.

## Творчество
Работы Артура Саркисяна являются примером абстрактного искусства. Основной темой картин становится освобождение от оков советского прошлого, поиск глубинных источников армянской культуры в досоветском прошлом. В 2005 году, в интервью искусствоведу Тамаре Синанян он отметил: «Мой подход к живописи строится на желании преодолеть оковы соцреализма».
На полотнах его картин соединяются воедино живопись, шелкография, выдержки из текстов, знаки, архитектурные элементы, выдержки из других картин.
Подобно знанию множества языков, полисемия в искусстве пресуща не только Артуру Саркисяну. Мы видим преемственность стиля Роберта Раушенберга и Курта Швиттерса. Также прослеживаются философские позиции таких мэтров, как Уорхол, Корнелл, Миро, Малевич, и Пикассо.
Среди прочего, Артур Саркисян показывает, что «эстетический коллаж» обладает как разделяющими, так и консолидирующими качествами, которые определяют современную композицию — самое значительное наследие искусства XX века.
В картинах присутствует мотив поиска наследия прошлого, от образцов прикладного искусства до интерьеров, от архитектуры до печатей, знаков и рукописей. Настоящее в этом свете постоянно меняется, и художник, словно капитан корабля, приглашает зрителя в путешествие по океану армянской истории.
Знаменит также своими инсталляциями. Одна из них — «Закрытая сессия», представляет собой ряд из семи стульев различного размера, каждый из которых установлен на четырёх светящихся лампах. В интерпретации искусствоведа Сонии Балассаньян, куратора Армянского центра современного экспериментального искусства, инсталляция отражает сатирический взгляд на людей с высоким самомнением, принимающих значимые решения. Эта работа представлена в постоянной экспозиции Государственного музея Современного искусства в Ереване.

## Работы
Работы Артура Саркисяна разделены на следующие циклы:
- Абстракция (1980—1999)[8];
- Игры разума (2003)[9];
- Вечера в музее (2005)[10];
- 20 страниц (2006);
- Три цвета красок (2006);
- Закрытая сессия (2007);
- Nervus Probandi (2009);

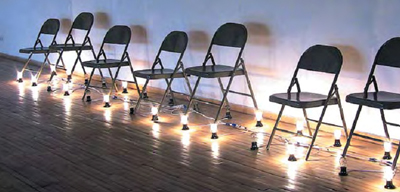
«Закрытая сессия», инсталляция

- Линии рисунка(2011), картины из этой коллекции были проданы на аукционе дома Кристис в Лондоне[11];
- Армянские мотивы (2013-н.в.).

Многие из них находятся в постоянной экспозиции Государственного музея современного искусства Еревана, Галереи Далан, г. Ереван. Экспозиция его картин также находится в экспозиции Армянского музея Москвы и культуры наций.

## Выставки
Персональные выставки:
- 1994 — Культурный центр «Боссен», Саарбрюккен, Германия
- 1998 — Галерея JNR, Ереван, Армения
- 2003 — Галерея современного искусства, Ереван, Армения

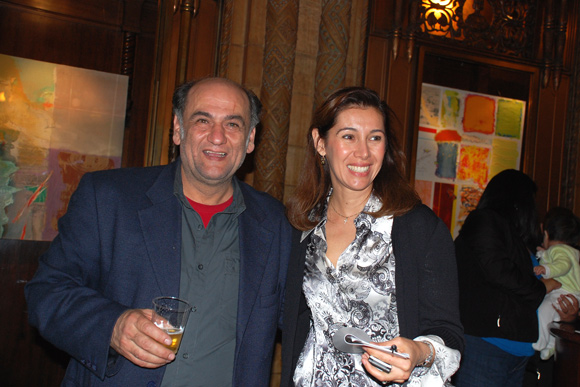
Артур Саркисян со своим представителем Каролин Туфенкян на персональной выставке в Лос Анджелесе, Калифорния.

- 2006 — Галерея современного искусства, Ереван, Армения
- 2008 — Галерея современного искусства, Ереван, Армения
- 2009 — Галерея № 1, Ереван, Армения
- 2010 — Галерея 1927, Лос-Анджелес, Калифорния[13]
- 2010 — Антологическая галерея 101, Лос-Анджелес, Калифорния
- 2013 — Ретроспектива творчества и презентация нового каталога, Галерея Далан, Ереван, Армения.

Совместные выставки:
- 1989 — «Искусство в СССР: прошедшие 50 лет», Мадрид, Испания
- 1991 — «Новые тенденции в искусстве», Галерея Гойи, Ереван, Армения
- 1991 — «Современное искусство из Армении», Галерея «The New Academy», Лондон, Великобритания
- 1992 — «Современные художники Армения», Галерея «Vision», Кассель, Германия
- 1992 — «Армянский постмодернизм», Москва, Россия
- 1997 — «Мечты и видения», Art Benefit, Чикаго, Иллинойс, США
- 1999 — «Окно в Армению» and «С множеством голосов», Галерея четвёртой пресвитерианской церкви, Чикаго, Иллинойс, США
- 2005 — «Армянское современное искусство», Галерея «Harvest», Глендейл, Калифорния, США
- 2005 — Галерея Marie Pargas Art, Ашвилл, Северная Каролина, США
- 2005 — Коллекция Викена Макяна, США
- 2005 — «Фото плюс», Армянский центр современного экспериментального искусства, Ереван, Армения
- 2006 — «Искусство без границ», Галерея «Гавана», Олденбург, Германия
- 2007 — «Армянские пейзажи в современном искусстве», Цюрих, Швейцария
- 2007 — «5 художников Армении», Марсель, Франция
- 2007 — «Современное искусство Армении», Париж, Франция
- 2008 — «Спрятанные смены», Армянский центр современного экспериментального искусства, Ереван, Армения[14]
- 2009 — «Транзитные гипотезы», групповая выставка армянских и японских художников, Ереван, Армения
- 2010 — «Цвета в армянских выставках» Ереван, Армения
- 2010 — «Цвета в армянских выставках» Марсель, Франция[15]
- 2010 — «Оптимизм: современное искусство Армении» Союз художников Армении, Ереван, Армения[16]
- 2011 — Групповая выставка в галерее «Art Cube», Лагуна-бич, Калифорния, США
- 2011 — Групповая выставка в галерее «Далан», Ереван, Армения
- 2013 — Групповая выставка в галерее «Далан», Ереван, Армения
- 2013 — Выставка в галерее «Саатчи», Лондон, Великобритания

## Галерея

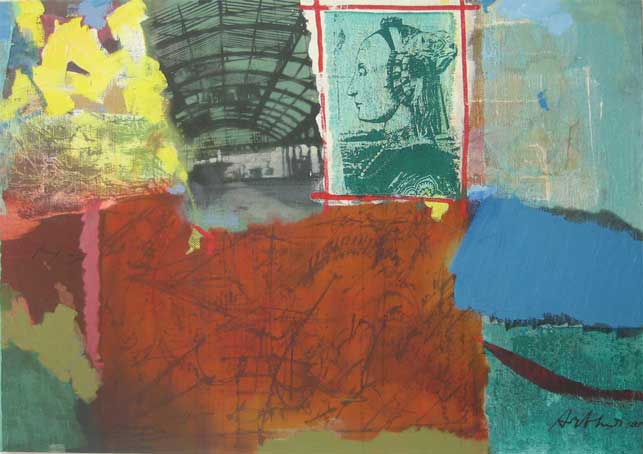
Сфабрикованная страница, 2006, масло, 70x90cm
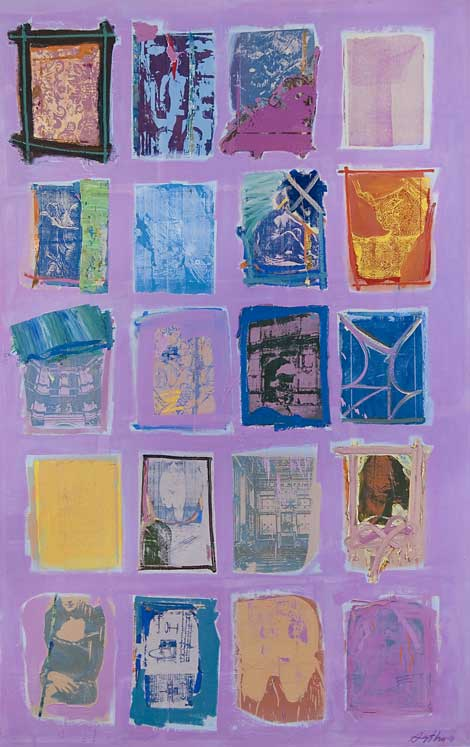
Двенадцатицветная картина, 2002, масло, 195x125cm.
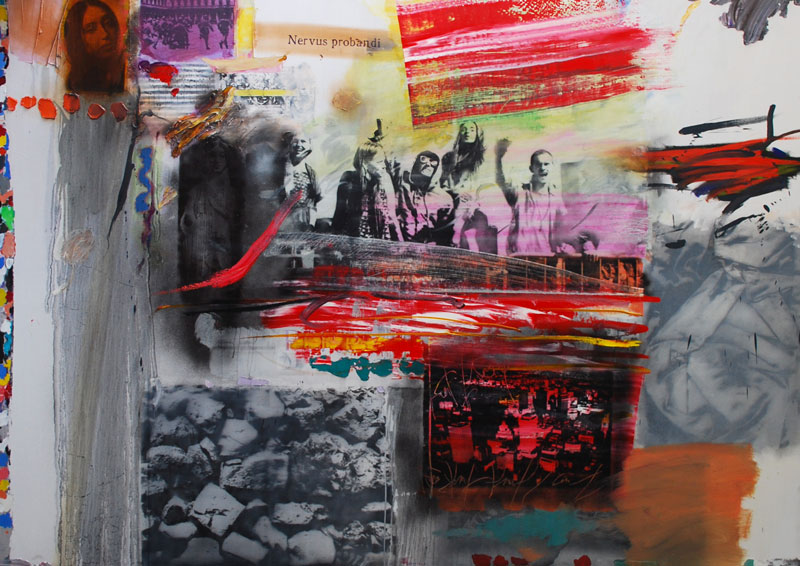
Nervus Probandus, 2009, масло
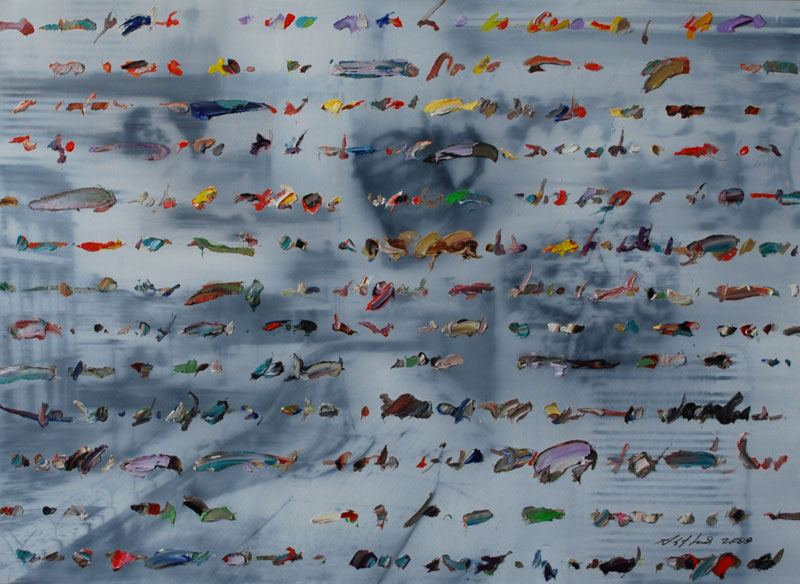
13 цветовых линий, 2009, масло, 80x110cm.
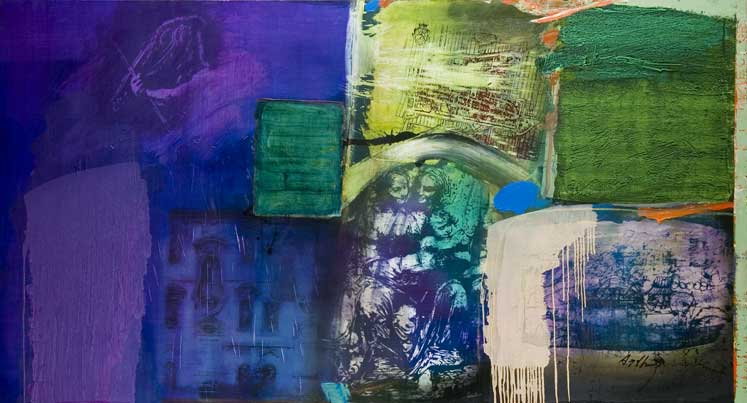
Ночь в музее, 2005, масло, 95x175cm
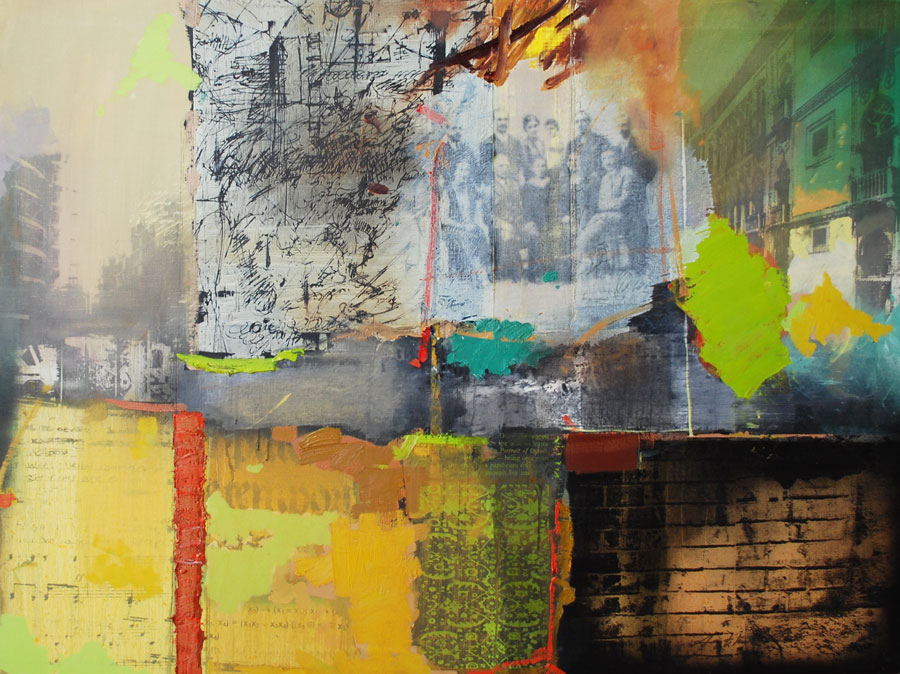
Хроники, 2008, масло